# Goldandenkolibri
Der Goldandenkolibri (Coeligena eos, Syn.: Helianthea eos, Coeligena bonapartei eos) ist ein Seglervogel in der Familie der Kolibris (Trochilidae), der in Venezuela endemisch ist. Der Bestand wird von der IUCN als „nicht gefährdet“ (least concern) eingestuft.

## Merkmale
Der Goldandenkolibri erreicht eine Körperlänge von etwa 11,4 cm, wobei der schwarze Schnabel 3,0 cm ausmacht. Die Männchen wiegen ca. 6,8 g, die Weibchen ca. 6,4 g. Bei Männchen glitzert der vordere Oberkopf grün und der Oberkopf ist schwärzlich. Hinter den Augen hat er einen weißen Punkt. Der obere Rücken glänzt goldengrün und geht am Bürzel ins Goldorange über. Die Kehle und die Brust sind glitzernd grün mit einem kleinen zentralen violetten Kehlfleck. Der Bauch und der hintere Bereich der Unterseite glitzern kupferrot bis feurig oder rotgolden. Dabei hat er dunkle Flügel mit einem auffälligen rötlichen Fleck an den Schirmfedern. Der Schwanz ist leicht gegabelt, die Steuerfedern sind rötlich bis zimtfarben mit goldbronzenen Spitzen. Das Weibchen ähnelt dem Männchen, wirkt farblich aber stumpfer. Der vordere Oberkopf ist einfach grün. Ebenso hat es einen weißen Fleck hinter dem Auge. Die Oberseite leuchtet grün, der Bürzel goldorange. Die Kehle ist einfarbig zimtfarben mit grünen Flecken an den Seiten. Die Brust ist gemischt gelbbraun und grün. Die Unterseite wirkt überwiegend zimtfarben, der Bauch weist glitzernde feuergoldene Flecken auf und die hintere Unterseite ist nicht gefleckt kupfergoldenfarben. Jungtiere ähneln den Weibchen. Die Augen beider Geschlechter sind schwarz. Die Beine sind gräulich bis gräulich pink mit schwarzen Krallen.

## Lautäußerungen
Der Gesang des Goldandenkolibris ist bisher unbeschrieben und es gibt bislang nur wenige bis keine Aufnahmen seines Gesangs.

## Fortpflanzung
Die Brutbiologie des Goldandenkolibris ist bisher wenig erforscht. Seine Brutsaison ist vermutlich von Januar bis März. Das kelchartige Nest wird aus Moos, Flechten und Wurzeln gebaut und mit weichem Pflanzenmaterial wie Bromelienfasern ausgekleidet. Dieses befestigten sie an senkrechten Ästen in der Vegetation. Sie sind vermutlich polygam wie die meisten Kolibris.

## Verhalten und Ernährung
Der Goldandenkolibri gilt im Flug als hyperaktiv. Er scheint an Futterquellen etwas territorial zu sein, gilt aber nicht als allzu aggressiv. Meist ist er alleine unterwegs, doch kann es vorkommen, dass er sich in gemischten Gruppen aufhält. Der Goldandenkolibri fliegt die Blüten in den niedrigen und mittleren Straten an. Dabei sticht er oft mit seinem langen geraden Schnabel nach oben in die Blüten. Er fängt durch gezielte Jagd Gliederfüßer oder sammelt diese vom Laub ab. Zu seinen weiteren Nektarquellen gehören Heidekrautgewächse, Centropogon und Fuchsien. Außerdem zählen kleine Insekten zu seiner Nahrung.

## Verbreitung und Lebensraum

Verbreitungsgebiet des Goldandenkolibris (grün)

Der Goldandenkolibri bewohnt feuchte Wälder und Waldränder. Ebenso ist er in Zwergwäldern und offenem Gelände mit verstreuter Vegetation zu finden. Sein Verbreitungsgebiet ist auf den Südwesten des Bundesstaates Lara bis Táchira beschränkt. Er bewegt sich in Höhenlagen von 1400 bis 3200 Metern.

## Migration
Der Goldandenkolibri gilt als Strichvogel, der in der Regenzeit in die höheren Höhenlagen zieht.

## Unterarten
Der Goldandenkolibri gilt als monotypisch. Die International Ornithologists’ Union vertritt hier eine andere Meinung als das South American Classification Committee.
Mitochondriale-DNA-Untersuchungen weisen aber darauf hin, dass es sich um eine eigene Art handelt.

## Etymologie und Forschungsgeschichte
Die Erstbeschreibung des Goldandenkolibris erfolgte 1848 durch John Gould unter dem wissenschaftlichen Namen Helianthea Eos. Das Typusexemplar stammte aus den Hochebenen der Republik Neugranadas und Venezuelas. Im Jahr 1833 führte René Primevère Lesson die Gattung Coeligena ein. Das Wort Coeligena leitet sich aus den lateinischen Wörtern coelum bzw. caelum für „Himmel“ und genus für „Nachkomme“ ab. Lesson selbst nannte die gleichnamige Art auch Ornismye Fille du Ciel, also Tochter des Himmels. Der Artname Ἠώς Ēṓs stammt aus der griechischen Mythologie und ist die „Göttin der Morgendämmerung“, die Schwester von Helios und Selene.